# Liste der Mangaka
Mangaka sind professionell für einen Manga-Verlag arbeitende japanische Manga-Zeichner und -Zeichnerinnen.

## A
- Yoshitoshi Abe
- Miyuki Abe
- Miwa Abiko
- Mitsuru Adachi
- Tsutomu Adachi
- Yu Aida (相田 裕)
- Mizuho Aimoto (愛本 みずほ)
- Akagi Ryu (あかぎ りゅう)
- Tamiko Akahoshi (赤星 たみこ)
- Toreno Akai (紅井 採乃)
- Michiyo Akaishi (赤石 路代)
- Ken Akamatsu
- Fujio Akatsuka
- Akatsuki gomoku (あかつき ごもく)
- Sho Akechi (明智 抄)
- Kozue Amano
- Yoshitaka Amano
- Yūma Andō (安藤 夕馬)
- Natsumi Andō
- Moyoco Anno
- Nobuyuki Anzai
- Hana Aoi (青井 はな)
- Yasuko Aoike (青池 保子)
- Mitsue Aoki (青木 光恵)
- Takao Aoki (青木 たかお)
- Tetsuo Aoki (あおき てつお)
- Yūji Aoki
- Gosho Aoyama
- Hideki Arai (新井 秀樹)
- Hiromu Arakawa
- Hirohiko Araki
- Hiroyuki Asada (浅田 弘幸)
- Yu Asagiri (あさぎり 夕)
- Yūya Asahina (朝比奈 ゆうや)
- Masashi Asaki (朝基 まさし)
- George Asakura (ジョージ 朝倉)
- Maru Asakura (亜桜 まる)
- Sekaiichi Asakura (朝倉 世界一)
- Kia Asamiya
- Inio Asano
- Hinako Ashihara
- Hitoshi Ashinano
- Sakura Ashika (極楽院 櫻子)
- Keiko Atori
- Hideo Azuma
- Kiyohiko Azuma

## B
- Barasui
- Francesco Bellissimo (ベリッシモ フランチェスコ 喜広)
- Boichi (ボウイチ)

## C
- Akio Chiba
- Kozue Chiba
- Tetsuya Chiba (ちば てつや)
- Nanae Chrono
- CLAMP

## E
- Tatsuya Egawa
- Hisashi Eguchi
- Hiroki Endo

## F
- Mihona Fujii (藤井 みほな)
- Fujiko Fujio
  - Fujiko F. Fujio
  - Fujiko Fujio A.
- Tōru Fujisawa
- Kōsuke Fujishima
- Maguro Fujita (藤田 まぐろ)
- Hiro Fujiwara
- Eiichi Fukui (福井 英一)
- Haruka Fukushima
- Satoshi Fukushima
- Fukushima Tetsuji
- Ryoko Fukuyama
- Kou Fumizuki (文月 晃 Fumizuki Kō)
- Usamaru Furuya

## H
- Moto Hagio
- Kazushi Hagiwara
- Pink Hanamori
- Kazuichi Hanawa
- Taira Hara
- Tetsuo Hara (原 哲夫)
- Nana Haruta
- Machiko Hasegawa
- Takashi Hashiguchi
- Bisco Hatori
- Ikuko Hatoyama
- Tomoko Hayakawa
- Asa Higuchi
- Daisuke Higuchi (樋口 大輔)
- Tachibana Higuchi
- You Higuri
- Saeko Himuro
- Hideshi Hino
- Matsuri Hino
- Kōta Hirano
- Saki Hiwatari
- Mochiru Hoshisato
- Tsukasa Hojo
- Masaya Hokazono (外薗 昌也)
- Akiyoshi Hongo  (本郷 あきよし)
- Yuji Horii (堀井 雄二)
- Katsura Hoshino
- Yukinobu Hoshino
- Yumi Hotta

## I
- Daisuke Igarashi
- Mikio Igarashi (いがらし みきお)
- Yumiko Igarashi
- Riyoko Ikeda
- Ryōichi Ikegami
- Mia Ikumi
- Koji Inada (稲田 浩司)
- Takehiko Inoue
- Hajime Isayama
- Hisaichi Ishii (いしい ひさいち)
- Ken Ishikawa
- Kyuta Ishikawa (石川 球太)
- Shōtarō Ishinomori
- Akira Itō
- Junji Itō
- Hitoshi Iwaaki
- Yuji Iwahara

## K
- Shintarō Kago
- Narumi Kakinouchi
- Akimine Kamijō (上条 明峰)
- Atsushi Kamijō
- Yōko Kamio
- Satoru Kannagi
- Yozaburo Kanari
- Konami Kanata
- Hajime Kanzaka
- Masaomi Kanzaki (神崎 将臣)
- Katsu Aki
- Masakazu Katsura
- Kaiji Kawaguchi
- Mika Kawamura (川村 美香)
- Mitsushiro Kawashima
- Mizuki Kawashita
- Yumi Kayama
- Kayoru
- Sakura Kinoshita
- Shimoku Kio
- Masashi Kishimoto
- Seishi Kishimoto
- Yukito Kishiro
- Shō Kitagawa
- Rakuten Kitazawa
- Mohiro Kitoh
- Makoto Kobayashi
- Kiyochika Kobayashi (小林 清親)
- Osamu Kobayashi (小林 治)
- Kazuma Kodaka
- Koge-Donbo
- Gōseki Kojima
- Satoshi Kon
- Fumiyo Kōno
- Rikdo Koshi (六道 神士)
- Yua Kotegawa
- Tsukasa Kotobuki (ことぶき つかさ)
- Yun Kouga
- Tite Kubo
- Eisaku Kubonouchi
- Kyoko Kumagai
- Kōji Kumeta
- Shosuke Kurakane (倉金 章介)
- Riku Kurita (くりた 陸)
- Iō Kuroda
- Sakaki Kuroda
- Masami Kurumada
- Hidenori Kusaka (日下 秀憲)
- Maki Kusumoto
- Jiro Kuwata (桑田 二郎)
- Chan Kashinoki

## L
- Little Fish

## M
- Takeshi Maekawa
- Yōko Maki
- Aoi Makino
- Maetani Koremitsu
- Hiro Mashima
- Izumi Matsumoto
- Leiji Matsumoto
- Taiyō Matsumoto
- Natsumi Matsumoto
- Toyokazu Matsunaga
- Yoko Matsushita
- Jun Mihara
- Ryōji Minagawa (皆川 亮二)
- Kazuya Minekura
- Kentaro Miura
- Masayo Miyagawa
- Kaho Miyasaka
- Hayao Miyazaki
- Suzue Miuchi
- Shigeru Mizuki
- Junko Mizuno
- Kazunori Mizuno
- Tohko Mizuno
- Minetarō Mochizuki
- Kotori Momoyuki
- Jimpachi Mōri (毛利 甚八)
- Kaoru Mori
- George Morikawa  (森川 ジョージ)
- Daisuke Moriyama (森山 大輔)
- Natsumi Mukai (迎 夏生)
- Maki Murakami
- Motoka Murakami (村上 もとか)
- Itsuru Minase

## N
- Go Nagai
- Shinji Nagashima
- Takumi Nagayasu (ながやす 巧)
- Aya Nakahara
- Yuki Nakaji
- Hisaya Nakajo
- Yoshiki Nakamura
- Shizuka Nakano
- Keiji Nakazawa
- Kiriko Nananan
- Yutaka Nanten
- Yoshinori Natsume
- Nekojiru
- Yasuhiro Nightow
- Tsutomu Nihei
- Tomoko Ninomiya
- Yoshiyuki Nishi
- Tatsuo Nitta (新田 たつお)
- Youka Nitta
- Junichi Nojo (能條 純一)
- Nheira (ネイラ)[1]

## O
- Miho Obana
- Takeshi Obata
- Yuki Obata (小畑 友紀)
- Eiichirō Oda
- Hideji Oda
- Hotaru Odagiri
- Etsushi Ogawa
- Yayoi Ogawa (小川 彌生)
- Oh! Great
- Kendi Oiwa
- Rika Okabe (おかべりか)
- Fumiko Okada
- Okamoto Ippei
- Reiko Okano
- Kyōko Okazaki
- Mari Okazaki (おかざき 真里)
- Hiroya Oku (奥 浩哉)
- Toshihiro Ono
- Yoshitoki Ōoima
- Natsumi Oouchi
- Towa Ōshima
- Yumiko Ōshima
- Ōshiro Noboru
- Katsuhiro Otomo
- Akira Oze (尾瀬 あきら)

## P
- Peach-Pit

## R
- Makoto Raiku
- Chiyo Rokuhana
- Ryuta Amazume

## S
- Yoshiyuki Sadamoto
- Chiho Saito
- Hisashi Sakaguchi
- Harold Sakuishi
- Kenichi Sakura (佐倉 ケンイチ)
- Momoko Sakura (さくら ももこ)
- Riku Sanjo (三条 陸)
- Nami Sano (佐野 菜見)
- Toshihide Sano
- Noriko Sasaki
- Daisuke Satō (佐藤 大輔)
- Fumiya Satō (さとう ふみや)
- Shōji Satō (佐藤 ショウジ)
- Takahiro Satō (佐藤隆宏)
- Hiroaki Samura
- Shizuru Seino (清野 静流)
- Kaoru Shibayama
- Shuichi Shigeno (しげの 秀一)
- Satoshi Shiki
- Reiko Shimizu
- Takako Shimura (志村 貴子)
- Rize Shinba (神葉 理世)
- Mayu Shinjo
- Chie Shinohara
- Toru Shinohara (篠原 とおる)
- Hiromu Shinozuka
- Motoei Shinzawa (新沢 基栄)
- Yuki Shiraishi
- Sanpei Shirato (白土 三平)
- Kotobuki Shiriagari
- Masamune Shirow
- Kōyu Shurei
- Masahito Soda
- Kenichi Sonoda
- Hideaki Sorachi (空知 英秋)
- Fuyumi Soryo
- Keiko Suenobu
- Emiko Sugi
- Yukiru Sugisaki
- Hinako Sugiura
- Shiho Sugiura (杉浦 志保)
- Natsuki Sumeragi
- Ganma Suzuki (鈴木 ガンマ)

## T
- Yūki Tabaka (田畠 裕基)
- Megumi Tachikawa
- Kaoru Tada
- Shinichiro Takada (高田 慎一郎)
- Yuzo Takada
- Kan Takahama (高浜 寛)
- Kazuki Takahashi
- Rumiko Takahashi
- Shin Takahashi
- Tsutomu Takahashi
- Yōichi Takahashi
- Yousuke Takahashi (高橋 葉介)
- Hinako Takanaga
- Fumiko Takano
- Natsuki Takaya
- Hiroyuki Takei
- Keiko Takemiya
- Izumi Takemoto (竹本 泉)
- Naoko Takeuchi
- Yumi Tamura (田村 由美)
- Akio Tanaka
- Masashi Tanaka
- Arina Tanemura
- Jirō Taniguchi (谷口 ジロー)
- Osamu Tezuka
- Gengoroh Tagame
- Natsuki Takaya
- Toshiya Takeda
- Yoshihiro Tatsumi (辰巳 ヨシヒロ)
- Buichi Terasawa (寺沢 武一)
- Yoshihiro Togashi
- Hitoshi Tomizawa (富沢 ひとし)
- Akira Toriyama
- Kei Toume
- Ema Tōyama
- Masami Tsuda
- Mikiyo Tsuda
- Yoshiharu Tsuge
- Yumi Tsukirino (つきりの ゆみ)
- Sakura Tsukuba
- Taku Tsumugi
- Yūko Tsuno
- Daisaku Tsuru (都留 泰作)
- Kenji Tsuruta

## U
- Masashi Ueda (植田 まさし)
- Miwa Ueda
- Ueda Toshiko
- Riichi Ueshiba (植芝 理一)
- Chika Umino
- Naoki Urasawa
- Yoshito Usui
- Kazuo Umezu
- Yuki Urushibara
- Satoshi Urushihara
- Hiroyuki Utatane (うたたね ひろゆき / 一二三 四五)

## W
- Ayu Watanabe (渡辺 あゆ)
- Yoshitomo Watanabe
- Yuu Watase
- Nobuhiro Watsuki

## Y
- Kentarō Yabuki
- Yu Yagami (矢上 裕)
- Norihiro Yagi
- Hanako Yamada
- Murasaki Yamada
- Ryōko Yamagishi
- Tatsuhiko Yamagami (山上 たつひこ)
- Hideo Yamamoto
- Naoki Yamamoto
- Ayano Yamane
- Tomomi Yamashita (山下 友美)
- Waki Yamato (大和 和紀)
- Yanase Masamu
- Ai Yazawa
- Nao Yazawa
- Naoki Yokouchi (横内 なおき)
- Mayumi Yokoyama
- Mitsuteru Yokoyama
- Yokoyama Ryūichi
- Taizō Yokoyama
- Akimi Yoshida
- Motoi Yoshida
- Tatsuo Yoshida
- Kanji Yoshikai (吉開 寛二)
- Wataru Yoshizumi
- Toshiki Yui
- Kaori Yuki
- Moe Yukimaru
- Makoto Yukimura
- Masami Yuuki (ゆうき まさみ)